# 洛乌沟乡
洛乌沟乡，是中华人民共和国四川省凉山彝族自治州普格县曾经下辖的一个乡。2021年1月12日，撤销洛乌沟乡，原洛乌沟乡所属行政区域为花山镇的行政区域。

## 行政区划
洛乌沟乡撤销前下辖以下地区：
红旗村、前进村、跃进村和团结村。